# La Grande Entourloupe (nouvelle)
 (août 2024).
La mise en forme du texte ne suit pas les recommandations de Wikipédia : il faut le « wikifier ».
Les points d'amélioration suivants sont les cas les plus fréquents :
- Les titres sont pré-formatés par le logiciel. Ils ne sont ni en capitales, ni en gras.
- Le texte ne doit pas être écrit en capitales (les noms de famille non plus), ni en gras, ni en italique, ni en « petit »…
- Le gras n'est utilisé que pour surligner le titre de l'article dans l'introduction, une seule fois.
- L'italique est rarement utilisé : mots en langue étrangère, titres d'œuvres, noms de bateaux, etc.
- Les citations ne sont pas en italique mais en corps de texte normal. Elles sont entourées par des guillemets français : « et ».
- Les listes à puces sont à éviter, des paragraphes rédigés étant largement préférés. Les tableaux sont à réserver à la présentation de données structurées (résultats, etc.).
- Les appels de note de bas de page (petits chiffres en exposant, introduits par l'outil «  Source ») sont à placer entre la fin de phrase et le point final[comme ça].
- Les liens internes (vers d'autres articles de Wikipédia) sont à choisir avec parcimonie. Créez des liens vers des articles approfondissant le sujet. Les termes génériques sans rapport avec le sujet sont à éviter, ainsi que les répétitions de liens vers un même terme.
- Les liens externes sont à placer uniquement dans une section « Liens externes », à la fin de l'article. Ces liens sont à choisir avec parcimonie suivant les règles définies. Si un lien sert de source à l'article, son insertion dans le texte est à faire par les notes de bas de page.
- La présentation des références doit suivre les conventions bibliographiques. Il est recommandé d'utiliser les modèles {{Ouvrage}}, {{Chapitre}}, {{Article}}, {{Lien web}} et/ou {{Bibliographie}}. Le mode d'édition visuel peut mettre en forme automatiquement les références.
- Insérer une infobox (cadre d'informations à droite) n'est pas obligatoire pour parachever la mise en page.

Pour une aide détaillée, merci de consulter Aide:Wikification.
Si vous pensez que ces points ont été résolus, vous pouvez retirer ce bandeau et améliorer la mise en forme d'un autre article.
Pour l’article homonyme, voir La Grande Entourloupe.
La Grande Entourloupe (Switch Bitch en anglais) est une nouvelle publié en avril 1974 dans Playboy, écrite par l'écrivain britannique Roald Dahl. Cette nouvelle, comme toutes les nouvelles de ce recueil, a un caractère grivois.
Cette nouvelle est d'abord publiée dans Playboy puis dans le recueil de nouvelles La Grande Entourloupe en 1974.

## Intrigue
L'histoire est racontée du point de vue de Vic, un homme marié à Mary, qui se retrouve à une soirée cocktail organisée par Jerry, son meilleur ami. Plutôt irrité par le brouhaha de l'événement, Vic s'isole près du bar où il commence à observer les invitées féminines. Il porte une attention particulière à leur lèvre inférieure, qu'il considère comme un indicateur révélateur du caractère d'une femme. Contrairement à l'idée reçue, Vic soutient que la lèvre inférieure proéminente chez une femme n'est pas un signe de sensualité. Selon lui, c'est la finesse de cette lèvre, ressemblant à une lame étroite au bord inférieur précisément délimité, qui est significative. Et, il précise qu'une caractéristique distincte d'une nymphomane est la présence d'une petite crête de peau à peine visible au sommet du centre de la lèvre inférieure.
C'est d'ailleurs cette caractéristique qu'il remarque chez son hôte, Samantha, la femme de Jerry. Elle est une nymphomane particulière car elle est résolument monogame. Il se surprend à la désirer mais tout l'arrête dans ce projet, d'abord elle est résolument monogame, puis elle habite en face de chez lui et surtout elle est très amie avec sa propre femme Mary. Sauf si… une idée lui vient alors à l'esprit, qui nécessiterait la coopération de Jerry.
Pour ne pas brusquer Jerry, Vic présente son plan sous forme d'une histoire hypothétique. Il lui raconte alors l'histoire de deux amis, qui pendant plusieurs mois ont échangé de femmes à leur insu. Cet échange étant minutieusement préparé avec la connaissance parfaite de leurs maisons respectives et des plans de secours au cas ou les enfants ou la femme se réveille pendant qu'un des deux hommes se déplaçait dans la maison de l'autre. Jerry est d'abord dubitatif, car il pense que les deux hommes doivent se ressembler énormément mais Vic fait taire ses doute en prenant leurs exemples à tous les deux : Ils font presque la même taille à deux centimètre près et pèse le même poids à 1 kilogramme près. En outre, selon Vic, la plupart des hommes ont des sexes de taille similaire à quelques exception près. Jerry est convaincu mais soulève un dernier point de taille, un homme et une femme se connaisse dans leurs rapports intimes et un intrus serait immédiatement repéré, mais Vic fait encore une fois taire ses doutes en lui expliquant qu'une routine peut être copiée.
Lorsque l'histoire se termine, Vic surprend Jerry à regarder lascivement sa femme Mary et lorsque celle-ci retourne vers Vic pour partir, Jerry tente de l'embrasser sur la bouche mais est repoussé. Les deux hommes se retrouvent après la soirée car Vic tond sa pelouse et Jerry le rejoint en fumant sa pipe. Jerry frustré de l'attitude de Mary plus tôt, lui propose alors de tenter ce que les deux (faux) amis de Vic ont fait.
Les deux hommes décident alors de mettre au point l'aventure. Vic se met à fumer la pipe et change son eau de cologne pour avoir la même que Jerry. Ils décident de copier la mesure d'urgence des deux amis fictifs mesure d'urgence au cas ou la femme ou un des enfants se réveille quand l'un des deux hommes se dirige vers la chambre. Cette mesure consiste à fuir à toute vitesse dans l'autre maison et sonneront à sonner à de multiples reprises à la sonnette. Ils décident aussi qu'ils mettront leur plan à exécution après une soirée à quatre au restaurant et qu'avant de se coucher ils feront semblant de s'être coupé le doigt en prenant un morceau de fromage ayant ainsi chacun un pansement sur le doigt, ceci afin de convaincre leur femme qu'elles sont  bien avec leur mari.
Ils entament la préparation du plan avec un entrainement chez l'un et chez l'autre afin d'apprendre à se déplacer dans le noir dans ces maisons inconnues. Ils s'entraînent les yeux bandés pendant tout un après-midi dans une maison puis la semaine suivante dans l'autre. Durant cet entraînement, ils décident de débrancher la lampe du côté de la femme afin de prévenir au pire et s'entraînent à le faire les yeux bandés. Enfin, ils se donnent rendez-vous pour décrire leur façon de procéder dans leur relation intime. Vic se fait la remarque que son comparse procède avec une lenteur telle qu'il ne comprend pas que la femme ne s'endorme pas pendant l'acte. Jerry lui se permet une remarque sur la façon de procéder de Vic qui procède à toute vitesse, ce qui énerve passablement Vic. Cette dernière réunion ayant lieu le mercredi, ils décident de passer à l'acte le samedi.
Le samedi, ils les emmènent dans un restaurant haut-de-gamme et leurs femmes s'habillent en robes longues. Samantha est placé en face de Vic et il la désire plus que jamais lors de ce diner. Après le dîner Vic rentre chez lui, fait semblant de s'être coupé et dépose un pansement sur son doigt qu'il montre à sa femme. Après avoir conduit la baby-sitter chez elle, Vic se change lentement et s'aperçoit que sa femme est déjà endormie. Vic descend alors dans la cuisine et se prépare à attendre les 43 minutes restantes jusqu'à 1h du matin, heure de l'échange.
Enfin, à une heure du matin, Vic vêtu d'un imperméable sur son pyjama, rejoint Jerry à la brèche dans la haie et se dirige vers la maison d'en face. Il entre dans la maison se dirigeant dans le noir grâce à son entraînement à l'aveugle, débranche la lampe de Samantha et se glisse dans le lit. Il commence alors à toucher Samantha jusqu'à ce qu'elle se réveille néanmoins cette dernière reste immobile. Vic se rend alors compte qu'il a suivi sa propre routine. Néanmoins Samantha sort de son immobilité et il passe un moment merveilleux. Puis il rentre chez lui et croise Jerry à la haie qui lui raconte que tout s'est bien passé de son côté aussi.
Le lendemain, au petit-déjeuner, Mary sa femme demande aux enfants de les laisser seuls pour parler à Vic et parait complètement choquée et désorientée. Vic terrifié à l'idée que sa femme ait découvert le plan se sent comme sur une chaise électrique. Mary avoue alors à Vic que de toute sa vie elle n'avait jamais pris de plaisir à l'acte sexuel jusqu'à hier soir et qu'il avait été merveilleux et qu'ils allaient être encore plus heureux à présent. Une grosse larme coule sur sa joue et Vic se détourne pour apercevoir Jerry monter triomphalement les marches de sa maison.